# Cap Orange
 

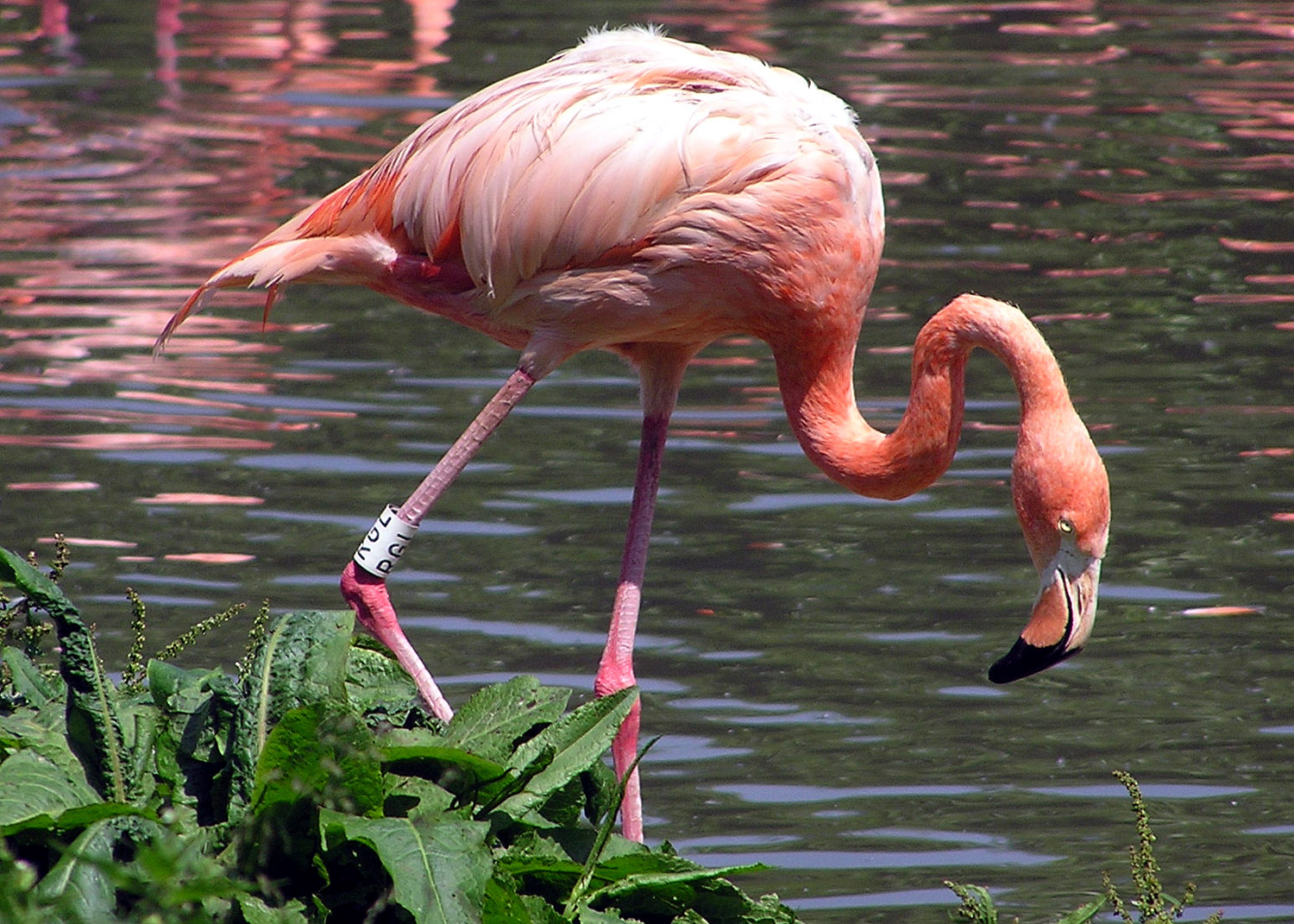
Flamant des Caraïbes, également connu sous le nom de flamant américain. Photo de 2004.

Le cap Orange est le point extrême de l'État d'Amapá au Brésil. Situé à l'embouchure de l'Oyapock et donc à proximité de la frontière franco-brésilienne, il abrite le parc national du Cabo Orange. Le cap est le seul lieu sur la côte brésilienne où les flamants des Caraïbes (Phoenicopterus ruber) nidifient. 